# L'Affaire Blaireau
L'Affaire Blaireau è un film del 1932 diretto da Henry Wulschleger.
Remake di L'Affaire Blaireau del 1923 diretto da Louis Osmont.

## Trama
Un cacciatore di frodo è stato rinchiuso in prigione per un crimine che non ha commesso.